# Streptothecaceae
Famille
Les Streptothecaceae sont une famille d'algues de l'embranchement des Bacillariophyta (Diatomées), de la classe des Mediophyceae et de l’ordre des Briggerales.

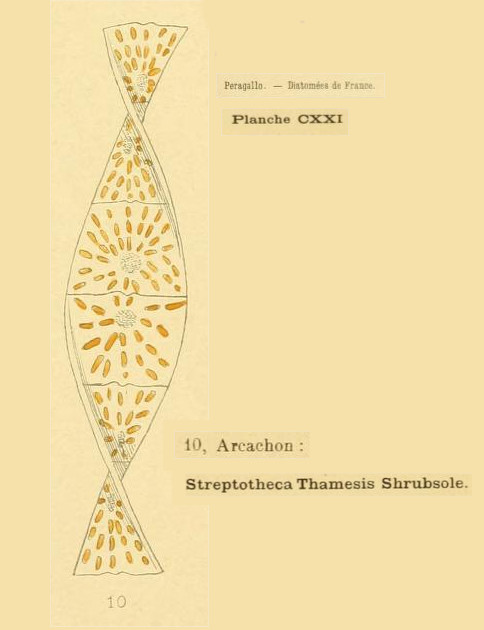
Streptotheca Thamesis Shrubsole (d'après H.&M. Peragallo)

## Étymologie
Le nom de la famille vient du genre type Streptotheca, dérivé du grec στρεπτοσ / streptos, « tourné, torsadé », et θήκη / thêkê, « étui, boîte, caisse »), en référence à la forme torsadée de la diatomée.

## Liste des genres
Selon AlgaeBase (4 août 2022) : aucun genre
Selon BioLib (4 août 2022)
- Neostreptotheca H.A. von Stosch, 1977
- Streptotheca Shrubsole, 1870

Selon IRMNG (4 août 2022)
- Helicotheca M. Ricard in A. Sournia, 1987
- Neostreptotheca von Stosch, 1977
- Streptotheca Shrubsole, 1890 accepté comme Helicotheca

## Systématique
Le nom correct complet (avec auteur) de ce taxon est Streptothecaceae R.M.Crawford, 1990.

## Publication originale
- Round, F.E., Crawford, R.M. & Mann, D.G. (1990). The diatoms biology and morphology of the genera.  pp. [i-ix], 1-747. Cambridge: Cambridge University Press.